# Momme Andresen
Momme Andresen (* 17. Oktober 1857 in Risum, Herzogtum Schleswig, Dänischer Gesamtstaat; † 12. Januar 1951 auf dem Königsteinhof bei Dagebüll, Schleswig-Holstein) war ein deutsch-dänischer Chemiker.

## Leben
Momme Andresen besuchte zunächst die Elementarschule an seinem Geburtsort und anschließend die Wilhelmschule in Niebüll. Anschließend studierte er zwischen 1875 und 1880 Naturwissenschaften in Dresden, Jena und Genf. An der Technischen Hochschule Dresden belegte er Chemie bei Rudolf Schmitt. Nach seiner Promotion an der Universität Jena über „Das Thymochinochlorid und seine Umsetzung“ kehrte er nach Dresden zurück, um als Schmitts Assistent zu arbeiten. Die Klärung der Struktur des Farbstoffs Safranin war im Jahre 1886 sein erster wissenschaftlicher Erfolg, den er während seiner Zeit als Mitarbeiter der Cassella Farbwerke errang. In den 1880er Jahren war er längere Zeit in Buffalo (USA) tätig, bevor er ab 1887 bei der Aktien-Gesellschaft für Anilinfabrikation (Agfa) arbeitete. Hier entdeckte er im Jahre 1888 die α-Naphthol-ε-disulfosäure, die nach ihm auch Andresen'sche Säure genannt wurde und die Agfa ließ sie im selben Jahr unter der Nummer D.R.P 45.776 patentieren.  
Andresens weiterer beruflicher Werdegang wurde maßgeblich dadurch bestimmt, dass er die hohe Bedeutung erkannt hatte, die dem Ammoniakrest NH2 als „wirksame Gruppe“ in organischen Entwicklersubstanzen zukommt. So entdeckte er, dass sich Paraphenylendiamin als Entwickler eignet, was er sich im Reichspatent Nr. 46.915 vom 1. August 1888 schützen ließ. Wenige Monate später gelang ihm dasselbe mit der Amidonaphtholsulfosäure, was Andresen ein weiteres Reichspatent Nr. 50.265 vom 9. Februar 1889 brachte. Diese Entdeckung bildete die Grundlage für den Entwickler Eikonogen. Auf Basis dieser beiden Erfolge konnte er seinen Arbeitgeber noch im selben Jahr davon überzeugen, eine eigene Photographische Abteilung zu gründen und Andresen wurde ihr technischer und wissenschaftlicher Leiter. Trotzdem wird berichtet, er habe in der Anfangszeit große Mühe gehabt, die Herstellung seiner Entwicklersubstanzen bei der eigentlich auf Farbstoffe ausgerichteten Firma Agfa durchzusetzen.
Sein wohl größter Erfolg, mit dem er noch bis heute in Verbindung gebracht wird, ist jedoch die Entdeckung des Paramidophenols als Entwicklersubstanz, was er sich zum 27. Januar 1891 unter der Nummer D.R.P. 60.174 patentieren ließ. Dieser von der Agfa unter dem Handelsnamen Rodinal vertriebene Negativentwickler zeichnete sich dadurch aus, dass er in flüssiger Form in stark konzentrierter Lösung geliefert wurde und zum Gebrauch nur noch mit Wasser verdünnt werden musste. Dabei konnten die Rapidität wie der Charakter der Entwicklung in sehr weiten Grenzen durch unterschiedliche Verdünnungsverhältnisse abgestimmt werden. 
Andresen befasste sich auch mit der Einwirkung des Lichtes auf die Diazoverbindungen der Naphtylamine, woraus im Jahre 1895 seine Schrift „Ein neuer Diazotypprocess“ hervorging. Damit gehört er auch zu den Begründern der silbersalz-losen Fotografie auf Basis lichtempfindlicher Farbstoffe. Außerdem leistete er wichtige Beiträge zur Verbesserung des Fotopapiers und des Negativ-Films. Im Jahre 1911 schied er bei der Agfa aus und führte ein eigenes wissenschaftlich-chemisches Laboratorium in Berlin, blieb aber weiterhin eng mit der Firma verbunden. 
Von ihm stammt auch ein Gedicht in seiner nordfriesischen Muttersprache.
1940 verlieh ihm die Universität Jena die Ehrendoktorwürde.

## Schriften
- Das latente Lichtbild, seine Entstehung und Entwicklung. Knapp, Halle 1913.
- Über lichthoffreie und farbenempfindliche Platten. Agfa, Berlin 1916.
- Über photographische Entwickler. Agfa, Berlin o. J.
- Über photographische Hilfsmittel im Negativ- und Positiv-Prozess. Agfa, Berlin o. J.
- Winke für die Blitzlicht-Photographie. Agfa, Berlin o. J.
- Agfa Photo-Handbuch. I. G. Farbenindustrie AG, Berlin 1930.